# Шаляпки
Шаляпки (біл. Шаляпкі) — село в складі Берестовицького району Гродненської області, Білорусь. Село підпорядковане Берестовицькій сільській раді, розташоване у західній частині області.